# كريس أمون
كريس أمون (بالإنجليزية: Chris Amon)‏ (مواليد 20 يوليو 1943 في نيوزيلندا - 3 أغسطس 2016)، كان سائق فورملا 1 نيوزلندي سابق بدأ مسيرته الاحترافية سنة 1964. كان أول سباق له هو جائزة موناكو الكبرى 1963. خاض خلال مسيرته 108 سباقاً. وكان سائقاً لفيراري وصعد على منصة التتويج 11 مرة، وقاد أيضاً فريقي «مارش» و«ماترا» ضمن 13 فريقاً في مسيرته التي امتدت على مدار 14 موسماً. لكنه لم يفز بأي سباق في بطولة العالم للفئة الأولى.

## سباقات شارك فيها
- لو مان 24 ساعة
- بطولة العالم للسيارات الرياضية

## وصلات خارجية
- كريس أمون على موقع Racing-Reference.info (الإنجليزية)
- كريس أمون على موقع DriverDB.com (الإنجليزية)
- كريس أمون على موقع قاعة نيوزيلندا للمشاهير الرياضية (الإنجليزية)

- الموقع الرسمي